# 痛快GANGAN行進曲
『痛快GANGAN行進曲』（つうかいガンガンこうしんきょく、英名：AGGRESSORS OF DARK KOMBAT(アグレッシャーズ オブ ダークコンバット)）は、ADKが製作、SNKが1994年にアーケード向けに発売した対戦型格闘ゲームである。1995年にはネオジオCDとしても発売されている。また2008年に発売された『ADK魂』にも収録されている。また2011年5月10日にはWiiのバーチャルコンソールで配信。2018年9月13日にはアケアカNEOGEOの1作品としてPlayStation 4・Xbox One・Nintendo Switchでそれぞれ配信されたほか、2019年7月5日にWindows 10、2023年6月22日にiOS、Androidでも同サービス対応タイトルとして配信され、2025年8月7日にはNintendo Switch用パッケージソフト『アケアカNEOGEO セレクション Vol.5』にも収録された。。なお、公式なジャンル名は「REALLSTIC 3D BATTLE」とされている。

## 概要
西の剛、東の条の2人の不良とそれに関係する人物たちの喧嘩による対決を描いている。
本作の特徴として、奥行きが設けられている点が挙げられる。同社作品で奥行きが設けられているものとしては「2ライン制」（フィールドが手前と奥の2ラインで構成される）を採用している『餓狼伝説』が挙げられるが、本作は「2ライン制」ではなく、ベルトスクロールアクションゲームによく見られる、フィールド全体を無段階で手前と奥に移動可能なフィールド構成となっている。
また、各キャラクターとの対戦前には「サブタイトル表示」「掛け合い」「間合いを取り合った状態での対峙し、グルグル回りあう演出」「両者の眼の部分がアップ表示され、両者のガン付け」の演出が行なわれ、対決が始まる。
従来の格闘ゲームと違って不良たちの対決であるため、対決の舞台に武器アイテムが存在したり、ほとんどの必殺技が多段ヒットだったり、一撃必殺のGANGAN必殺技など、随所に熱い演出が設けられていることも特徴である。
本作はCPU専用のボスキャラクターは存在しないので、CPU戦のラストボスはプレイヤーが選んだキャラクターと関係のあるキャラクターがあてがわれる（後述）。

## ゲーム内容
全8人のキャラクターからプレイヤーキャラクターを選択して、全8人（プレイヤーが選択したキャラクターも含む）とのCPU対戦となる。対戦順はランダムだが、初戦の1人目とラストボス扱いとなる8人目の相手は選択したキャラクターごとに固定されている（例えば条を選んだ場合は必ず李が1人目、剛が8人目になる）。その為、コンティニュー後に操作キャラを変更すると対戦相手が変化する場合がある。
対決は120カウントの1本勝負で相手の体力ゲージを削りきった方が勝者となる。制限時間以内にゲージを削りきることができなかった場合は、ゲージが多い側が勝者となる。同時にゲージを削りきった場合やタイムアップ時に体力ゲージが同量の場合はダブルK.O.となり、引き分けになる（サドンデスは存在しない）。

### システム
8方向レバー、攻撃ボタン2つ（パンチおよびキック）、ジャンプボタンを使用してプレイヤーキャラクターを操作する。
ゲージ関連
体力ゲージ
4周分となっており、ゲージが削られるたびに、青色から緑色、黄色、そして赤色へと変化する。体力ゲージは相手に攻撃を当てると（ガードされてもOK）、若干ながら回復させることができる。
熱血ゲージ（CRAZY）
攻撃を当てる（ガードされてもOK）か時間経過によりゲージが溜まる。逆に相手の攻撃をガードするとゲージが減る。熱血ゲージが最大となると、一定時間GANGAN状態となり、攻撃力がアップする。「GANGAN状態」で相手体力が1周分のゲージを切っている場合には、GANGAN必殺技が使用可能となる。

移動
レバーの左右で左右移動（相手キャラクターとの間合いの調整、後退はガード操作とも併用）、レバーの上下で前後（手前と奥行き）移動。
ダッシュ
レバーを上下左右いずれかの方向に短く1回入れること（または2回連続で入れる）で、前方ダッシュ、バックステップ、サイドステップが可能となっている。このため、慣れないとダッシュ行動が暴発しやすい。
レオンハルトのみ前方ダッシュがステップタイプであり、他のキャラクターは前方へ走るタイプ。またバックステップ中は無敵。
パンチ・キック
パンチやキックを繰り出して攻撃する。ボタンを押す長さでそれぞれ強弱2種類の攻撃が可能となっている。
ジャンプ
ジャンプボタンを押してジャンプする。左右へジャンプできるが、手前や奥に向かってジャンプはできない。
ダッシュ攻撃
前方ダッシュ中に攻撃ボタンを押すことで突進しながら繰り出せる。パンチやキックで攻撃の種類が違う。またダッシュ中にジャンプボタンを押すと、小さくジャンプし、その際に攻撃ボタンを押すとさらに攻撃の種類が違ってくる（ただしレオンハルトのみジャンプを押しても変化が無い）。
挑発
下レバー＋ジャンプボタンで挑発することが出来る。
投げ
このゲームのキャラクターは豊富な投げ技を持っており、全員にコマンド投げが実装されている。詳細は後述とするが、このゲームはいかに相手の裏を掻いて投げを発動させるかが重要ともいえる。
つかむ
接近状態で前レバーとパンチ、キックを同時に押下することで、相手を掴むことが可能である。掴みが同時に発生すると、力比べ状態となり、ボタン連打にて優勢となった側が投げ技発動となる。掴まれた側は投げられるまでにボタンを押すと、後述のつかみ返しや返し技ができなくなるが、ボタン連打やレバガチャで掴まれた状態を早く振りほどける。また、掴んだ側はいつまでも投げないでいると今度は相手が掴む状態になる（掴まれた側がボタンを押していれば、振りほどく）。
投げる
パンチもしくはキックボタンを押下することで投げが可能。投げる際にレバーを入れると様々な投げ技や絞め技を繰り出せる。
回り込み
ジャンプボタンを押下することで相手の背後（正面）に回り込むことが可能となっている。ただし回り込みは1回しかできない。
つかみ返し
掴まれた側は、相手が投げる瞬間に頭上にエフェクトと効果音が出るため、それと同時にいずれかのボタンを押下することで、相手の投げをキャンセルして今度は自分が相手を掴むことができる。
返し技
投げられる瞬間にレバーを1回転＋攻撃ボタン（パンチやキックどちらでも良い）を押すと、相手を攻撃して投げをキャンセルさせられる。
コマンド投げ
掴んでいる最中にコマンド入力することで繰り出せる。名キャラクターに自分の体力ゲージが赤の時はダメージが向上する投げ技を最低でも1つは備えている。剛、シン、フウマは2つ持っている。
自分が右（左）向き時に正面の相手を掴み、背後に回り込んでコマンド入力する場合は、コマンド入力が逆になってしまう（例:背後から組んで←→＋パンチの場合。右向き時に掴んで背後に回り込めば→←＋パンチになるため、キャラクターが向いている方向に対応する）。

アクシデント
攻撃を受けすぎたりすると、怯むなどして不利な状態になる。『ワールドヒーローズ』など他の格闘ゲームのようなピヨリ（気絶）だけでなく、骨折や流血など現実に起こりうることを再現している。
ひるみ
攻撃を受けすぎるとひるんだり、ダウンしたりする。この状態だと一定時間動けなくなり、投げ技を返せなくなる。
骨折
絞め技や関節技などを受けると時折骨折する場合があり、骨折すると骨が折れる音と演出が入る。その際は隙だらけになり、投げ技も返せなくなる。攻撃を受けるか一定時間すると元に戻る。
流血
頭部にダメージを受けすぎると流血する場合がある。流血するとキャラクターの頭部から血が垂れ、その間は受けるダメージが大きくなってしまう。体力が低いほど流血しやすい。

ダウン攻撃
ダウンした相手の近くでパンチかキックを押下することで、ダウン攻撃を繰り出せる。パンチやキックだけでなく、相手の頭側か脚側で繰り出すかで攻撃が違ってくる。
ひき起こし
相手の頭側で下レバー＋パンチボタンで相手を引き起こして、そのまま投げへと繋げることができる。
あざ笑い、つっつく、挑発
一部のキャラクターは相手の脚側で下レバー＋パンチボタンで挑発が可能。

ダイブ攻撃
車のボンネットなどの高い所で上レバー＋パンチかキック。飛距離に限界はあるが、ラインが違っても相手を攻撃できる。
武器
画面奥から時折現れる野次馬が放り投げたり、画面奥にある背景物を破壊することで地面に武器が置かれる。武器は最大で2つまで置かれる。野次馬は男と女がおり、男はバットかスコップを、女は火炎瓶を置くが、時折バラの花を投げてくることもある。武器は何度も手放したり（武器を投げても）、拾ったりを一定回数繰り返すと消滅してしまう。
武器の種類
火炎瓶
投げて使う1回きりの武器。地面に当たると割れて、炎が立ち上がる。その炎に当たるとキャラクターがお尻を押さえて飛び上がり、隙を晒してしまう。この炎でK.O.すると特殊K.O.が見られる。また武器の中で唯一、投げて割れるまでは消滅しない。
有刺鉄線巻きバット
有刺鉄線が巻いてあるバット。相手を流血させやすい。
忍者刀
素早い攻撃ができ、流血させやすい。野次馬が投げず、あるステージの背景物にしかない。
スコップ
相手をダウン状態にさせやすい。

武器を拾う
武器の近くで下＋パンチと入力すると武器を拾える。ダメージを受けたり、投げを仕掛けられると武器を落としてしまう。
武器を使う
パンチボタンで武器を使って攻撃できる。
武器を捨てる
下＋ジャンプ（パンチ、キック同時押し）で武器を捨てられる。
武器必殺技
レバー下、右下、右＋パンチ（キャラクターが右向き時）で武器を使った必殺技を繰り出せる。シン、李、ボビーは武器を投げる。

必殺技
一般的な対戦型格闘ゲーム同様、特定のコマンド操作により、各キャラクター固有の必殺技を出す。
GANGAN必殺技
相手体力が1周分のゲージを切った状態でGANGAN状態であれば、各キャラクター固有のコマンド操作によってGANGAN必殺技が使用可能となる。GANGAN必殺技が成功すると、相手の体力ゲージを全て奪い勝利となる。GANGAN必殺技は左右同一ライン上を攻撃するガード不能技となっており、サイドステップによるライン外しかジャンプでのみ回避可能となっている。
その他のシステム
投げ技やダウン攻撃には以下のような効果が発生するものがある。2つの効果が同時にある攻撃も存在する。
- ボタン連打やレバガチャでダメージを増やせる。逆に相手も同じ方法でダメージを減らせる。
- 固い地面だと威力が高くなる。
- 流血が発生し、なおかつ相手が流血時に同じ攻撃をするとダメージが向上する。
- 骨折を引き起こす。
- 相手の足腰にダメージを与えて移動速度を落とす。

## 登場キャラクター
「本牧の赤豹」条
本名は草薙条（くさなぎ じょう）。17歳、身長178cm、体重70kg。関東一の強さを誇る条であったが、関西をシメる剛のことを知り、興味を持っている。髪の毛にこだわりがあるのか、挑発時やGANGAN必殺技の時も櫛で髪を整えている。
GANGAN必殺技は「友情の合体熱血パンチ」。舎弟の勝男（かつお）が前方にダッシュしながら相手に体当たり（ガード不能）をして羽交い絞めにし動きを封じ、勝男の掛け声を聞いた条は合いの手を返しながら髪の毛を櫛で整えた後に連続パンチやアッパーを繰り出し、最後に2人でガッツポーズを決める技。
因みに『NEOGEO BATTLE COLISEUM』でも登場が予定されていたが、『ザ・キング・オブ・ファイターズ』の草薙京と名字が被っていたため見送られた（代わりにキサラのバックストーリーにキーパーソンとして関わる）。NBC公式サイトでの開発スタッフQ&Aでも「草薙京との関係は不明」と回答している。
「浪速のド根性男」剛
本名は城所剛（きどころ ごう）。18歳。192cm、95kg。大阪生まれの大阪育ち。関西をシメた剛は、全国制覇の邪魔者となる、関東のトップである条打倒の旅に出る。長いガクランと下駄という昔ながらの番長スタイルをしている。
GANGAN必殺技は「大阪名物 うずしお崩し」。アッパーから竜巻を繰り出し相手を宙に巻き上げ、空中で相手を捕まえたのち着地と同時にバックブリーカーを決める技。
「天翔ける獅子」シン
本名はシン・ジーナス。年齢26歳。身長205cm、体重145kg。元プロレスラーであったが、5人のレスラーを再起不能に追いやったことで表の舞台から追い出され、以後は地下プロレスラーとして活躍している。
GANGAN必殺技は「スーパーデンジャラスフランケンシュタイナー」。ガード不能のダッシュ後フランケンシュタイナー同様に相手の首を足で取り、そのまま回転しながら空中に飛び上がって地面に叩き付ける技。
「天真爛漫おてんば娘」キサラ
本名はキサラ・ウェストフィールド。国籍はイギリス。16歳の女子高生。身長161cm、体重47kg（自称）。いわゆる「ボク少女」である。実は条のことが好きで、2人は幼なじみ。ある約束を条と交わしている。また、『ワールドヒーローズ』に出てくる若きブラウン博士とも知り合いの模様。
GANGAN必殺技は「ジェラシーボンバー」。投げキッスのハートマークを対戦相手に投げつけ、命中すると相手は一時的にキサラに惚れてしまい、その直後にキサラが架空の恋人（?）とキスする幻を見せ、それを見た対戦相手がショックのあまりダメージを受ける（相手に命中したハートマークが爆発する）技。
余談だが、キサラの声は当初アメリカ人の女性を起用して収録したが、「色っぽ過ぎて使えない」となり、急遽、日本の女性声優にあててもらう事になったという。
「褐色の弾丸」ボビー
本名はボビー・ネルソン。13歳、身長140cm、体重43kg。バスケ好きの黒人少年。小柄な体ながら67kgの握力を持ち、リンゴも潰せるほどの力の持ち主。プロのバスケット選手になるのが夢。チビ呼ばわりや子供扱いされるのを嫌う。
GANGAN必殺技は「ビッグバンアタック」。相手をスライティング（ガード不能）でダウンさせた後、手に持ったバスケットボールを指先で高速回転させ炎を纏わせて、相手の上空にジャンプして上から連続して投げつける技。
「疾風怒濤の暴れん坊」フウマ
本名は風魔小太郎（ふうま こたろう）。26歳。身長175cm、体重70kg。「ワールドヒーローズ」に出場するつもりであったが、タイムマシンの故障によって本作の舞台に到着してしまう。『ワールドヒーローズ』とは異なってハンゾウと同様に「こざる」口調であるが、その理由はエンディングで示される。
GANGAN必殺技は「木っ端微塵の術」。筒状の爆弾を持った状態で相手に突進（ガード不能）して、接触した相手を羽交い絞めにして動きを封じ、爆発直前にフウマが撤退することで相手のみを爆発させる技。
「閃光の白き牙」李
本名は李海權（イー・ハエクン）。21歳、身長186cm、体重78kg。強さを求めて道場破りを行なったことで破門となる。数年後、自身の行いを反省して道場を訪れた李は、同門のレオンハルトに道場が潰されたことを知り、レオンハルト打倒を決意する。陽気な性格で韓国人だが語尾に「～ぜよ」を付ける。
GANGAN必殺技は「凶鷹爪」。残像を出しながら相手に接近して爪撃を連続して繰り広げた後、遠距離から目に見えない一撃で仕留める技。コマンドが複雑なものの連続技に組み込めるほどの出の早さを持つ。
「黒き暴牛」レオンハルト
本名はレオンハルト・ドマドール。32歳。身長230cm、体重180kg。最強の男を目指して旅する孤独な男。戦乱の渦に合った祖国を離れてアメリカに密入国した過去があり、そのせいか会話シーンで表記されるセリフは片言。出身国は明記されていないが、戦闘中のボイスは非常に流暢なスペイン語で話す。また李とは同門であったが、道場を潰したため彼に付け狙われている。
GANGAN必殺技は「タイガーデスブレイド」。ペットのホワイトタイガー（ガード不能）を口笛で呼び襲い掛からせた後、止めに自らラッシュ攻撃を繰り広げる技。

## 関連記事
- ワールドヒーローズ - 本作登場フウマのメイン舞台となるゲーム。
- ネオジオバトルコロシアム - 本作登場のキサラが登場。また、「ジェラシーボンバー」のキスの相手として条が登場。
- ADK魂 - SNKプレイモア発売のPS2用コレクションソフト。本作が収録されている。
- Days of Memoriesシリーズ - 本作登場のキサラが『Days of Memories 2 〜僕の一番大切な君へ〜』と『Days of Memories 〜恋はグッジョブ!〜』に登場。会話の中に条の名前も登場する。